# Gieorgij Czugoszwili
Gieorgij Iwanowicz Czugoszwili (ros. Георгий Иванович Чугошвили, biał. Георгій Іванавіч Чугашвілі; ur. 20 kwietnia 1993 w Telawi) – białoruski zapaśnik walczący w stylu klasycznym. Zajął ósme miejsce na mistrzostwach Europy w 2019. Piąty w Pucharze Świata w 2016 i ósmy w 2017 roku.